# Aleksandar Pavlović (piłkarz)
Aleksandar Pavlović (ur. 3 maja 2004 w Monachium) – niemiecki piłkarz serbskiego pochodzenia grający na pozycji pomocnika w Bayernie Monachium.

## Kariera klubowa
Treningi piłkarskie rozpoczął w 2010 roku w SC Fürstenfeldbruck, z którego rok później trafił do Bayernu Monachium. W lipcu 2021 przedłużył kontrakt z klubem do 2023 roku, a w maju 2022 o kolejny rok. W pierwszej drużynie tego klubu zadebiutował 28 października 2023 w wygranym 8:0 meczu z SV Darmstadt 98. W listopadzie 2023 przedłużył kontrakt z klubem do czerwca 2027 roku, a w czerwcu 2024 o kolejne dwa lata.

## Kariera reprezentacyjna
Młodzieżowy reprezentant Niemiec. W 2024 roku znalazł się w gronie 27 piłkarzy powołanych na Euro 2024. W seniorskiej kadrze zadebiutował 3 czerwca 2024 w zremisowanym 0:0 meczu z Ukrainą. 12 czerwca z powodu choroby w kadrze Niemiec na mistrzostwa Europy zastąpił go Emre Can. 7 września 2024 w wygranym 5:0 meczu z Węgrami strzelił swojego pierwszego gola w reprezentacji.

## Życie prywatne
Jest synem Serba i Niemki.